# Soledad García
Agustina Soledad García (Córdoba, 12 juni 1981) is een Argentijns hockeyster, die 172 interlands (74 doelpunten) heeft gespeeld voor het Argentijns vrouwenhockeyteam. 
Met de nationale ploeg nam ze deel aan de Olympische Spelen van Sydney (2000), Athene (2004) en Peking (2008). Op 29 september 2000 won ze in de olympische finale de zilveren medaille; gastland Australië was met 3-1 te sterk. Zowel in 2004 als 2008 was er olympisch brons. De wereldtitel van 2002 is de hoofdprijs in haar verzameling. Op 8 december 2002 werd te Perth tegenstander Nederland na strafballen geklopt (4-3), nadat de finale op 1-1 was blijven steken. Garcia eindigde dit toernooi achter de Zuid-Afrikaanse Pietie Coetzee met acht doelpunten als tweede op de topscorerslijst. Topscorer werd zij wel op de Pan-Amerikaanse Spelen van 2003 te Santo Domingo, weliswaar gedeeld met landgenote Alejandra Gulla. Ten slotte werd op 25 mei 2008 te Mönchengladbach de Champions Trophy veroverd, gastland Duitsland werd daarbij met 6-2 geklopt. Garcia scoorde in deze finale eenmaal.
Garcia hockeyde in eigen land voor Universitario de Córdoba. In het buitenland kwam ze uit voor het Duitse Rot-Weiss (Keulen) en de Nederlandse clubs Push (Breda) en Laren. Sinds de zomer van 2007 speelt ze in Bilthoven voor SCHC, dat in de Nederlandse Hoofdklasse uitkomt. De overstap van Laren naar SCHC was geruchtmakend daar er een transfersom mee gemoeid was. Op dat moment uniek in Nederlands hockey.
In 2002 en 2004 werd Garcia door de Féderation Internationale de Hockey (FIH) uitverkozen tot Beste vrouwelijke talent van de Wereld.

## Erelijst
- 1999 –  Pan-Amerikaanse Spelen te Winnipeg (Can)
- 2000 –  Olympische Spelen te Sydney (Aus)
- 2001 –  Pan-Amerikaanse beker te Kingston (Jam)
- 2002 –  WK hockey te Perth (Aus)
- 2002 –  Champions Trophy te Macau (Chn)
- 2003 –  Pan-Amerikaanse Spelen te Santo Domingo (Dom)
- 2004 –  Pan-Amerikaanse beker te Bridgetown (Bar)
- 2004 –  Olympische Spelen te Athene (Gri)
- 2004 –  Champions Trophy te Rosario (Arg)
- 2006 –  WK hockey te Madrid (Spa)
- 2007 –  Champions Trophy te Quilmes (Arg)
- 2008 –  Champions Trophy te Mönchengladbach (Dui)
- 2008 –  Olympische Spelen te Peking (Chn)
- 2009 –  Champions Trophy te Sydney (Aus)
- 2010 –  Champions Trophy te Nottingham (Eng)
- 2010 –  WK hockey te Rosario (Arg)
- 2011 –  Champions Trophy te Amsterdam (Ned)
- 2011 –  Pan-Amerikaanse Spelen te Guadalajara (Mex)

## Onderscheidingen
- 2002 – FIH Junior Player of the World
- 2004 – FIH Junior Player of the World